# مشكل إعراب القرآن (كتاب)
مشكل إعراب القرآن هو كتاب من تأليف مكي بن أبي طالب القيسي، وتظهر أهمية الكتاب من خلال النظر في سيرة مؤلفه وعدد مصنفاته، مما يدل على سعة اطلاعه.
من منهجه في الكتاب إعراب الآيات المشكلة، ويورد جميع الأوجه المقبولة في الإعراب، ويهتم بتوجيه القراءات، ولم يقصد بتأليف الكتاب المبتدئين في الإعراب. ومن المآخذ في نقد الكتاب الخلط في نسبة الأقوال إلى أصحابها، وعدم نسبة الأقوال إلى قائليها، وتكرار إعراب المسائل الظاهرة، وإعراب المسائل غير المشكلة.
للكتاب أثر كبير على علماء اللغة والإعراب الذين جاؤوا بعد مكي بن أبي طالب، وممن استفاد منه: ابن عطية في المحرر الوجيز، وابن الشجري في الأمالي، والقرطبي في تفسيره، وأبو حيان في البحر المحيط، وابن هشام في كتبه، والسمين الحلبي في الدر المصون، وغيرهم.

## سبب تأليف الكتاب
أنه لما نظر في كتب إعراب القرآن، رأى أن أكثرها أطالت فيه بذكر حروف الخفض والجزم وذكر الفاعل والمفعول وغير ذلك، ولم تتناول المشكل من إعراب القرآن، بل وتركت كثيرا منها، فقصد بهذا الكتاب، فأراد بتأليف هذا الكتاب عدة أمور:
- تفسير مشكل إعراب القرآن، وذِكْرَ علله، وما صعب من إعرابه.
- أراد أن يكون الكتاب خفيفا غير مطول، ليسهل على الناس قراءته وحفظه والانتفاع به.
- لم يؤلف الكتاب للمبتدئ في علم الإعراب، وإنما لمن تعلم شيئا كثيرا من علم النحو، وتوسع فيه.[5]

## منهج الكتاب
يظهر من أسباب تأليف الكتاب شيء من سمات منهج مكي، ومن ذلك:
- أنه أعرب الآيات المشكلة في نظره، وينتقل بين السور بناء على ذلك،
- يورد في إعراب الآيات كل الأوجه الممكنة، ولا يتلفت إلى قوتها من ضعفها.
- قد يرجح بعض الأوجه على البعض الآخر، ولكنه غالبا يلتزم بذكر الرواية.
- يهتم كثيرا بمسائل علم الصرف في كتابه.
- يستعين بالتفسير أحيانا لتوضيح المعنى وإثبات صحة الإعراب.
- يتتبع القراءات القرآنية، ويذكر إعرابها مفصلة، ويبين وجوهها كثيرا، ويتحدث عن الوقف والابتداء كثيرا.
- قليل الاستشهاد بالحديث والشعر.
- يستطرد كثيرا في بيان الإعراب.
- يربط بين المواضع المتماثلة في الإعراب، ويحيل على كتبه الأخرى.[6]

## نقد الكتاب
- لم يضبط نسبة الأقوال إلى أصحابها، فقد ينسب إلى الخليل بن أحمد قول سيبويه، وينسب إلى الكسائي قول أبي حاتم السجستاني، ونحو ذلك.
- لا يشير إلى الكتاب الذين ينقل عنهم، وذلك كثير في كتابه، فقد اعتمد آراء عالمي النحو: الفراء والنحاس، في كتابه، ولم يشر إليهم أو أنه ينقل عنهم.
- أخطأ في بعض الآيات، ووقع في أوهام كثيرة، تتبعه فيها علماء آخرون، منهم القرطبي في تفسيره، وابن هشام في مغني اللبيب، وغيرهم.
- التكرار في كثير من الإعراب دون الحاجة إلى ذلك، ومن ذلك: تكرار إعراب الكاف من (كذلك) وما بعد (لولا) ونحوه.
- خرج عن هدفه المقصود من الكتاب، وهو بيان إعراب المشكل، فأعرب كثيرا من المواضع، وهي ليست مشكلة.
- ذكر قراءات تخالف خط المصحف، وأعربها، وهو يرى أنه لا تجوز القراءة بما يخالف المصحف.
- غابت شخصيته في إيراد آراء الآخرين في الإعراب، فلم يعلق عليها أو يبين وجه الصواب فيها.
- ينكر بعض الآراء أحيانا، ثم يأخذ بها لا حقا في موضع آخر.[7]

## طبعات الكتاب
للكتاب طبعات، من أبرزها:
- مشكل إعراب القرآن لأبي محمد مكي بن أبي طالب القيسي، تحقيق الدكتور: حاتم بن صالح الضامن، مؤسسة الرسالة – بيروت، الطبعة الثانية، 1405هـ، 1984م، وقد طبع الكتاب بتحقيقه مرارا.
- كتاب مشكل إعراب القرآن، تأليف: مكي بن أبي طالب القيسي، تحقيق: ياسين محمد السواس، طبعة ثانية منقحة، دار المأمون للتراث – دمشق.